# Zaborowo (Leszno)
Zaborowo – dzielnica Leszna (województwo wielkopolskie). W latach 1644–1892 samodzielne miasto. 1 sierpnia 1977 wyłączone z gminy Święciechowa i włączone do Leszna.

## Historia
Lokacja miasta nastąpiła w 1644r. na podstawie przywileju króla Władysława IV wydanego dla Wojciecha Gajewskiego. Pozostałością układu miejskiego jest dawny rynek. W XVII w. stanowiło silny ośrodek rzemiosła tkackiego. Było kolejno własnością Leszczyńskich i Sułkowskich.
Kościół Najświętszej Maryi Panny Wniebowziętej został zbudowany w połowie XVII w., o konstrukcji szkieletowej wypełnionej cegłą, z dachem dwuspadowym, krytym gontem. W latach późniejszych kilkakrotnie był odnawiany i gruntownie restaurowany. Wnętrze jest oszalowane.
Na mocy rozporządzenia Ministra Administracji, Gospodarki Terenowej i Ochrony Środowiska z dniem 1 sierpnia 1977 zostało włączone wraz z Gronowem i częścią Strzyżewic do Leszna.
W obrębie dzielnicy znajduje się zbiornik wodny powstały w wyniku eksploatacji złoża kruszyw mineralnych.